# Hugo Race
Pour les articles homonymes, voir Race.
 (février 2024).
La mise en forme du texte ne suit pas les recommandations de Wikipédia : il faut le « wikifier ».
Les points d'amélioration suivants sont les cas les plus fréquents. Le détail des points à revoir est peut-être précisé sur la page de discussion.
- Les titres sont pré-formatés par le logiciel. Ils ne sont ni en capitales, ni en gras.
- Le texte ne doit pas être écrit en capitales (les noms de famille non plus), ni en gras, ni en italique, ni en « petit »…
- Le gras n'est utilisé que pour surligner le titre de l'article dans l'introduction, une seule fois.
- L'italique est rarement utilisé : mots en langue étrangère, titres d'œuvres, noms de bateaux, etc.
- Les citations ne sont pas en italique mais en corps de texte normal. Elles sont entourées par des guillemets français : « et ».
- Les listes à puces sont à éviter, des paragraphes rédigés étant largement préférés. Les tableaux sont à réserver à la présentation de données structurées (résultats, etc.).
- Les appels de note de bas de page (petits chiffres en exposant, introduits par l'outil «  Source ») sont à placer entre la fin de phrase et le point final[comme ça].
- Les liens internes (vers d'autres articles de Wikipédia) sont à choisir avec parcimonie. Créez des liens vers des articles approfondissant le sujet. Les termes génériques sans rapport avec le sujet sont à éviter, ainsi que les répétitions de liens vers un même terme.
- Les liens externes sont à placer uniquement dans une section « Liens externes », à la fin de l'article. Ces liens sont à choisir avec parcimonie suivant les règles définies. Si un lien sert de source à l'article, son insertion dans le texte est à faire par les notes de bas de page.
- La présentation des références doit suivre les conventions bibliographiques. Il est recommandé d'utiliser les modèles {{Ouvrage}}, {{Chapitre}}, {{Article}}, {{Lien web}} et/ou {{Bibliographie}}. Le mode d'édition visuel peut mettre en forme automatiquement les références.
- Insérer une infobox (cadre d'informations à droite) n'est pas obligatoire pour parachever la mise en page.

Pour une aide détaillée, merci de consulter Aide:Wikification.
Si vous pensez que ces points ont été résolus, vous pouvez retirer ce bandeau et améliorer la mise en forme d'un autre article.
Hugo Race est un musicien et producteur rock australien originaire de Melbourne, basé en Europe depuis 1989 (Hugo réside à Catane, en Sicile). Son groupe le plus récent, Hugo Race and the True Spirit a sorti douze albums, dont au moins six sur le label allemand Glitterhouse. Lors de la dissolution de Birthday Party, Hugo Race fait partie du groupe Nick Cave & The Cavemen, assurant des concerts aux côtés de Rowland S. Howard à Londres, notamment, où il tient le rôle de guitariste, sans succès stable. Il est néanmoins un des premiers membres du groupe Nick Cave and the Bad Seeds en 1983-1984, à ses débuts (il est apparu sur cinq CD de leur catalogue, et est parmi les compositeurs de la chanson From Her to Eternity). Il retourne à Melbourne, quittant l'Europe sans différend[pas clair] pour former ses propres groupes Plays With Marionettes, puis The Wreckery (avec le violoniste, arrangeur et compositeur australien Robin Casinader) en 1985, sous les labels White, Rampant Records et Citadel Records Robin Casinader et Nick Barker et Dave Graney And The Coral Snakes.
Multi-instrumentiste, producteur, auteur-compositeur-interprète, Hugo Race a vécu et travaillé aux États-Unis, en France, au Royaume-Uni, et en Italie. Dans les années 1990, Hugo Race a sorti neuf albums sous son propre nom  avec la collectif True Spirit sur les labels Normal et Glitterhouse. The True Spirit a fait des tournées partout en Europe. De Bruxelles à Bologne, True Spirit a souvent changé de formation, produisant un son qualifié par les professionnels de "Musique nocturne de l'âme" ou encore de "Industriel-Trance-Blues".
En 1999, Hugo Race a monté son propre studio de production, Helixed, qui sert de base à divers projets musicaux (Sepiatone, d'Italie ; Transfargo, de Zurich (sous le label suisse ; RecRec Music et "Merola Matrix" (Sous le label Desvelos Records, de Sardaigne). Il a produit quelques artistes italiens : Cesare Basile, Nove Rose, le projet "Michaela" de l'australienne Mia Stone. L'implication de Hugo Race va de Bandes originales à des performances d'acteur, par exemple (on retiendra Dogs In Space de Richard Lowenstein, Ghosts… of the Civil Dead de John Hillcoat, et La Reine des damnés de Michael Rymer).
Les années 2000 l'amènent à reprendre la route de son Australie natale pour tenter d'y tourner un documentaire au long cours. Son chemin croise celui de Chris Eckman (du groupe The Walkabouts et de Chris Brokaw et ensemble ils montent Dirtmusic, hommage aux racines du blues. Ils enregistrent au Mali avec un groupe berbère qui apporte des couleurs inattendues à leur musique. Parallèlement, il expérimente des sonorités plus électroniques avec Marta Collica à travers des pièces musicales expérimentales ou leur groupe Sepiatone, aux antipodes de la rigueur de ses autres productions.
Si Hugo Race est rare en France, il continue à tourner sans cesse aux quatre coins du monde, distillant ses chansons sur de petits labels au gré des rencontres et des amitiés (Gustaff Rec en Pologne, Interbang en Italie, Glitterhouse en Allemagne), participant à divers projets artistiques avec une soif insatiable de faire et de créer.

## Discographie
- 2016 24 hours to nowhere
- 2010 Fatalists
- 2010 BKO, Dirtmusic
- 2009 Between Hemisphere
- 2008 Past Imperfect, The Wreckery (anthologie)
- 2008 53rd State
- 2006 Taoist Priests
- 2007 Dirtmusic avec Chris Eckman et Chris Brokaw
- 2005 Ambuscado
- 2004 Darksummer, Sepiatone avec Marta Collica
- 2003 The Goldstreet Sessions
- 2001 Long Time Ago
- 1999 Last Frontier, produit par Hugo Race
- 1998 Chemical Wedding
- 1997 Wet Dream, produced par Hugo Race et Chris Hughes
- 1996 Valley Of Light, produit par Tony Cohen avec Hugo Race and The True Spirit
- 1993 Spiritual Thirst
- 1991 Second Revelator, produit par Mick Harvey
- 1990 Earl's World
- 1988 Rue Morgue Blues
- 1988 Laying Down Law, The Wreckery